# Ban Polje
Ban Polje je naseljeno mjesto u općini Višegradu, Republika Srpska, BiH.

## Stanovništvo
Nacionalni sastav stanovništva 1991. godine, bio je sljedeći:
| Narod       | Broj stanovnika |
| ----------- | --------------- |
| Muslimani   | 377             |
| Srbi        | 27              |
| Jugoslaveni | 4               |
| Ukupno      | 408             |